# 17e étape du Tour d'Italie 2008

La dix-septième étape du Tour d'Italie 2008 s'est déroulée le 28 mai entre Sondrio, en Lombardie et Locarno, dans le canton du Tessin, en Suisse.

## Parcours
Au lendemain de la deuxième journée de repos, le Giro sort des frontières de l'Italie durant une étape de 146 kilomètres entre Sondrio et Locarno. Le parcours présente peu de relief. Il suit l'Adda jusqu'au lac de Côme. Il longe ensuite la rive ouest de ce lac, puis rejoint le lac de Lugano. Après le contournement de Lugano par le nord, les coureurs doivent franchir le Col du Monte Ceneri, seule côte comptant pour le Grand prix de la montagne. La descente les mène ensuite à Locarno, sur le lac Majeur,.

## Récit
Francesco Gavazzi (Lampre), Yann Huguet (Cofidis) et Mikhail Ignatiev (Tinkoff Credit Systems) s'échappent après cinq kilomètres de course. Leur avance sur le peloton atteint son maximum dès le 26e kilomètres, à 8 minutes et 26 secondes, puis se stabilise. Gavazzi passe en tête du sprint intermédiaire. À l'avant du peloton, Fortunato Baliani y devance Jérémy Roy et rejoint ce dernier à la première place du classement annexe correspondant.
Tandis que l'avance du groupe de tête baisse, Ignatiev attaque et distance ses compagnons d'échappée. Il résiste au retour du peloton et n'est repris qu'à 4,5 kilomètres de l'arrivée, après un contre de Jens Voigt.
L'équipe Team High Road mène le peloton avec Bradley Wiggins et Tony Martin. Au dernier virage à 250 mètres de l'arrivée, André Greipel passe en tête, avec Mark Cavendish. Alors que Greipel place la dernière accélération, Cavendish contrôle Bennati et laisse Greipel passer la ligne en tête.
Leader du ProTour en début de saison grâce à sa victoire au Tour Down Under, André Greipel remporte sa première étape sur un grand tour,.

## Classement de l'étape
| \| 1. \| André Greipel \| Team High Road \| en \| 3 h 27 min 05 s \| \| 2. \| Mark Cavendish \| Team High Road \| + \| m.t. \| \| 3. \| Daniele Bennati \| Liquigas \| \| m.t. \| \| 4. \| Erik Zabel \| Team Milram \| \| m.t. \| \| 5. \| Assan Bazayev \| Astana \| \| m.t. \| \| 6. \| Alexandre Usov \| AG2R La Mondiale \| \| m.t. \| \| 7. \| Enrico Gasparotto \| Barloworld \| \| m.t. \| \| 8. \| Bram de Groot \| Rabobank \| \| m.t. \| \| 9. \| Alexander Serov \| Tinkoff Credit Systems \| \| m.t. \| \| 10. \| Nikolay Trusov \| Tinkoff Credit Systems \| \| m.t. \| |                   |                        |    |                 |
| 1. | André Greipel     | Team High Road         | en | 3 h 27 min 05 s |
| 2. | Mark Cavendish    | Team High Road         | +  | m.t.            |
| 3. | Daniele Bennati   | Liquigas               |    | m.t.            |
| 4. | Erik Zabel        | Team Milram            |    | m.t.            |
| 5. | Assan Bazayev     | Astana                 |    | m.t.            |
| 6. | Alexandre Usov    | AG2R La Mondiale       |    | m.t.            |
| 7. | Enrico Gasparotto | Barloworld             |    | m.t.            |
| 8. | Bram de Groot     | Rabobank               |    | m.t.            |
| 9. | Alexander Serov   | Tinkoff Credit Systems |    | m.t.            |
| 10. | Nikolay Trusov    | Tinkoff Credit Systems |    | m.t.            |

## Classement général
| \| 1. \| Alberto Contador \| Astana \| en \| 72 h 14 min 40 s \| \| 2. \| Riccardo Riccò \| Saunier Duval-Scott \| + \| 41 s \| \| 3. \| Gilberto Simoni \| Serramenti PVC Diquigiovanni \| \| 1 min 21 s \| \| 4. \| Marzio Bruseghin \| Lampre \| \| 2 min 00 s \| \| 5. \| Franco Pellizotti \| Liquigas \| \| 2 min 05 s \| \| 6. \| Danilo Di Luca \| LPR Brakes \| \| 2 min 18 s \| \| 7. \| Denis Menchov \| Rabobank \| \| 2 min 47 s \| \| 8. \| Emanuele Sella \| CSF Group Navigare \| \| 4 min 25 s \| \| 9. \| Jurgen Van den Broeck \| Silence-Lotto \| \| 4 min 26 s \| \| 10. \| Domenico Pozzovivo \| CSF Group Navigare \| \| 5 min 25 s \| |                       |                              |    |                  |
| 1. | Alberto Contador      | Astana                       | en | 72 h 14 min 40 s |
| 2. | Riccardo Riccò        | Saunier Duval-Scott          | +  | 41 s             |
| 3. | Gilberto Simoni       | Serramenti PVC Diquigiovanni |    | 1 min 21 s       |
| 4. | Marzio Bruseghin      | Lampre                       |    | 2 min 00 s       |
| 5. | Franco Pellizotti     | Liquigas                     |    | 2 min 05 s       |
| 6. | Danilo Di Luca        | LPR Brakes                   |    | 2 min 18 s       |
| 7. | Denis Menchov         | Rabobank                     |    | 2 min 47 s       |
| 8. | Emanuele Sella        | CSF Group Navigare           |    | 4 min 25 s       |
| 9. | Jurgen Van den Broeck | Silence-Lotto                |    | 4 min 26 s       |
| 10. | Domenico Pozzovivo    | CSF Group Navigare           |    | 5 min 25 s       |

## Classements annexes
| Classement             | Coureur            | Total             |
| ---------------------- | ------------------ | ----------------- |
| Points                 | Daniele Bennati    | 160 pts           |
| Montagne               | Emanuele Sella     | 127 pts           |
| Sprints Intermédiaires | Fortunato Baliani  | 19 pts            |
| Équipe                 | CSF Group Navigare | 215 h 36 min 07 s |
| Équipe par points      | Liquigas           | 293 pts           |
| Jeune                  | Riccardo Riccò     | 72 h 15 min 21 s  |
| Échappée               | Mickaël Buffaz     | 464 km            |
| Combativité            | Emanuele Sella     | 63 pts            |